# Хазима бинт Насер
Хазима бинт Насер (1884 — 27 марта 1935) — королева Ирака (1921—1933), королева Сирии (1920), жена короля Фейсала I, мать короля Гази І.

## Биография
Родилась в 1884, в семье принца Насера ибн Али в Мекки.
В 1904 вышла замуж за принца Фейсала
В 1912 родила сына Гази
8 марта 1920 стала королевой Сирии.
24 июля 1920 после франко-сирийской войны, королевство Сирия прекратило свое существование и Хазима потеряла титул королевы Сирии.
23 августа 1921 стала королевой Ирака.
8 сентября 1933 после смерти ее мужа стала королевой-матерью.
Умерла в Багдаде 27 марта 1935.

## Семья
В браке с Фейсалом у Хазимы родилось 4 детей (3 дочери и сын):
- Принцесса Азза (1906—1936)
- Принцесса Раджия (1907—1959)
- Принцесса Раифа (1910—1934)
- Гази I (1912—1939)